# Steve Mackall
Stephen Mackall, detto Steve (Toronto, 9 dicembre 1959), è un doppiatore, scrittore e annunciatore canadese naturalizzato statunitense.
È noto per aver doppiato Marsupilami in versione Disney, ispirato al personaggio creato dallo sceneggiatore belga André Franquin.